# ちぶり (掃海艇)
ちぶり（ローマ字：JDS Chiburi, MSC-620、YAS-73）は、海上自衛隊の掃海艇。かさど型掃海艇の17番艇。艇名は千振島に由来する。御蔵型海防艦「千振」に次いで日本の艦艇としては2代目。

## 艦歴
「ちぶり」は、第2次防衛力整備計画に基づく昭和37年度計画掃海艇320号艇として、日本鋼管鶴見造船所で1963年3月27日に起工され、1963年11月29日に進水、1964年3月25日に就役し、同日付で第1掃海隊群隷下に新編された第38掃海隊に「むつれ」とともに編入された。
1975年3月31日、第38掃海隊が舞鶴地方隊に編入。
1980年3月21日、特務船に種別変更され、船籍番号がYAS-73に変更。佐世保地方隊奄美基地分遣隊に編入。
1986年5月24日、除籍。